# Konso
Konso (também chamada Karati) é uma localidade a sudoeste da Etiópia, localizada nas margens do Rio Sagan. Esta cidade, centro administrativo do distrito de Konso encontra-se a 1650 metros de altitude. Alguns habitantes dos povoados vizinhos a conhecem pelo nome de Pakawle.

## Economia
O fotógrafo Philip Briggs sugere que a cidade hoje em dia "pode ser descrita de maneira prosaico como um círculo de tráfico de dimensões comicamente vastas, rodeado por uma estação de serviço solitária e alguns hotéis dispersos". Segundo o Escritório de Finanças e Desenvolvimento Econômico das Nações, Nacionalidades e Povos do Sul, em 2003 as acomodações de Konso incluíam acesso a telefonia digital, serviço postal, eletricidade produzida por gerador e uma pequena organização de microfinanças. 
As indústrias locais são a apicultura, tecelagem de algodão e a agricultura. O mercado abre de segunda-feira a sexta-feira e encontra-se a 2 quilômetros do povoado, pela rua Jinka.
Em 2007, instalou-se ao norte da cidade uma granja de permacultura, Strawberry Fields Eco-Lodge, que trabalha com voluntários internacionais e escolas locais para cultivar alimentos, promover o ecoturismo e ensinar a aplicação de sistemas de permacultura.

## Demografia
Segundo os dados coletados pela Agência Central de Estatística da Etiópia em 2005, Konso tem uma população local estimada de 4593 habitantes, dos quais 2258 homens e 2335 mulheres. O censo nacional de 1994 reportou somente 2535 habitantes: 1250 homens e 1285 mulheres.

## UNESCO
A UNESCO inscreveu Konso como Patrimônio Mundial por "suas tradições religiosas, pelas esculturas e fósseis de hominídeos encontrados na região"